# Zapatisti
Zapatisti je lijevo orijentirani pokret kojeg su osnovali ruralni Maya Indijanci u meksičkoj saveznoj državi Chiapas, u južnom Meksiku. Ovaj seljački pokret službeno postoji od 1994., kada su njegovi članovi započeli oružanu pobunu protiv meksičkih vlasti na Novu godinu. Subcomandante Marcos je glasnogovornik pokreta ali je potčinjen CCRI-u.

## CCRI
Koordinacija Zapatista vrši se u  Comité Clandestino Revolucionario Indígena - Comandancia General del Ejército Zapatista de Liberación Nacional ("Podzemni revolucionarni indijanski odbor"), CCRI, najviše tijelo upravljanja Zapatista. Članovi ovog odbora predstavljaju autohtono stanovništvo i samo indijanci mogu biti članovi CCRI-a. Oni kao zadatak, između ostalog, imaju da daju naredbe EZLN-u koji je militantna grana Zapatista.

CCRI-om zajednički upravljaju 23 komandanta i jedan  "podkomandant" (Subcomandante Marcos, koji uglavnom djeluje kao glasnogovornik). Većina komandanata poznata je pod nom de guerre, dok je identitet nekih do kraja nepoznat.
medan vissas identitet är helt okänd.

## FZLN
Pod CCRI-om su u početku bile dvije struje:  Frente Zapatista de Liberación Nacionál, FZLN, i Ejercito Zapatista de Liberación Nacionál ("Zapatistička armija nacionalnog oslobođenja", EZLN), gdje je FZLN bio civilni dio dok je EZLN bio vojni dio. FZLN je prestao postojati krajem studenog 2005.